# 马尔堡城堡
马尔堡城堡（德语：Marienburg、波兰语：Zamek w Malborku），條頓騎士團曾称瑪麗安堡，位於波蘭马尔堡，曾為德意志條頓騎士團總部。它是世界上占地面积最大的城堡，也是联合国教科文组织世界遗产。
它由德国天主教十字军宗教组织条顿骑士团建造，形式为奥尔登斯堡堡垒，并命名为马林堡，以耶稣的母亲玛丽亚命名。1457 年，在十三年战争期间，波希米亚雇佣兵将这座城堡卖给了波兰国王卡齐米日四世，以代替赔款。随后，它成为波兰的几座王室住所之一，也是波兰办公室和机构的所在地，期间曾被瑞典占领数年，直到 1772 年第一次瓜分波兰。从那时起，这座城堡一直处于德国统治之下，直到 1945 年，尽管由于军事技术的进步，这座城堡基本上年久失修，成为历史景点。
建造时间是一个争论点，但大多数历史学家普遍认为 1274 年至 1406 年之间的 132 年是建造时间。这座城堡是中世纪堡垒的典型代表，于 1406 年建成，是世界上最大的砖砌城堡。
联合国教科文组织于 1997 年 12 月将“马尔堡条顿骑士团城堡”和马尔堡城堡博物馆指定为世界遗产。它是该地区（波兰中北部）两处世界遗产之一，另一处是 1231 年建立的“中世纪小镇托伦”。马尔堡城堡也是波兰官方国家历史古迹 (Pomnik historii) 之一，于 1994 年 9 月 8 日指定。 其名录由波兰国家遗产委员会维护。

## 历史

### 起源
这座城堡是条顿骑士团在征服古普鲁士后修建的。其主要目的是在 1274 年骑士团镇压了波罗的海部落的大普鲁士起义后加强他们对该地区的控制。没有关于其建造的当代文献存世，因此人们通过研究城堡的建筑、骑士团的行政记录和后来的历史来确定城堡的各个阶段。这项工作一直持续到 1300 年左右，由指挥官海因里希·冯·威尔诺主持。城堡位于诺加特河的东南岸。它以骑士团的守护神圣玛丽亚命名为马林堡。 骑士团成立于阿卡（今以色列）。当这个十字军东征的最后一个据点被穆斯林阿拉伯人攻占后，骑士团将总部迁至威尼斯，然后抵达普鲁士。
1308 年，条顿骑士团征服格但斯克（但泽）和东波美拉尼亚后，马尔堡变得更加重要。骑士团的行政中心从埃尔宾（今埃尔布隆格）迁至马林堡。条顿骑士团大团长齐格弗里德·冯·福伊希特旺根从威尼斯抵达马林堡，进行了堡垒的下一阶段建设。 1309 年，在教皇迫害圣殿骑士团和条顿骑士团占领但泽之后，福伊希特旺根将他的总部迁至骑士团修道院国的普鲁士部分。他选择了马林堡作为驻地，这个地点位于维斯瓦河三角洲的诺加特河畔，交通便利。与当时大多数城市一样，新中心的交通依赖于水路。
这座城堡经过多次扩建，以容纳越来越多的骑士。很快，它就成为欧洲最大的哥特式防御建筑，占地近 21 公顷（52 英亩）。这座城堡有几个分区，防御墙层层递进。它由三座独立的城堡组成——高城堡、中城堡和下城堡，由多条干涸的护城河和塔楼隔开。这座城堡曾容纳了大约 3,000 名“战友”。最外层的城堡围墙围住了 21 公顷（52 英亩），是温莎城堡围墙面积的四倍。被指定为世界遗产的已开发部分面积为 18.038 公顷（44.57 英亩）。
城堡位于诺加特河的有利位置，方便来自维斯瓦河和波罗的海的驳船和商船抵达。在条顿骑士团统治期间，他们向过往船只收取河费，河边的其他城堡也是如此。他们垄断了琥珀贸易。当这座城市成为汉萨同盟的成员时，许多汉萨同盟会议都在这里举行。
1361年，未来的立陶宛 大公科斯图蒂斯曾被短暂囚禁在这座城堡中。1365年，波兰国王卡齐米日三世大帝参观了这座城堡。
1410 年夏，骑士团在格伦瓦德之战中被瓦迪斯瓦夫二世·雅盖沃和维陶塔斯大帝（维托尔德）的军队击败，城堡遭到围攻。海因里希·冯·普劳恩在马林堡围城战。（1410 年）中成功率军防守，城外城市被夷为平地。
1456 年，十三年战争期间，骑士团因提高税收来支付与波兰王国战争相关费用的赎金而面临来自各城市的反对，财务状况已无法维持。与此同时，波兰将军奥斯托亚的斯提博尔·德·波涅茨从但泽筹集资金，准备对他们发动新一轮战役。得知骑士团的波希米亚雇佣兵没有拿到薪水后，斯提博尔说服他们离开。他用在但泽筹集的资金偿还了他们。雇佣兵离开后，国王卡齐米日四世·雅盖隆于 1457 年凯旋进入城堡，并于 5 月授予但泽数项特权，以感谢该镇在十三年战争 (1454-66)中的协助和参与，以及为离开的雇佣兵筹集的资金。
城堡周围城镇的镇长巴托洛梅乌斯·布鲁姆 (Bartholomäus Blume) 抵抗了波兰军队三年，但波兰人还是在 1460 年将他抓获并判处死刑。 1864 年，人们为布鲁姆竖起了一座纪念碑。

### 波兰国王的住所
1466 年，城堡和城镇都成为波兰皇家普鲁士省马尔堡省的一部分。自 1457 年起，它成为波兰几处王室住所之一，一直履行这一职能超过 300 年，直到1772 年第一次瓜分波兰。在此期间，高城堡用作城堡的补给仓库，而大食堂则是举办舞会、宴会和其他王室活动的场所。波兰国王经常住在城堡里，特别是在前往附近的城市格但斯克/但泽时。当地的波兰官员居住在城堡里。自 1568 年起，城堡成为波兰海军部 ( Komisja Morska ) 的所在地，1584 年，一座波兰皇家铸币厂在这里建立。此外，波兰立陶宛联邦最大的军火库也位于城堡中。根据1652年国王约翰二世·卡西米尔·瓦萨的决定，耶稣会士负责管理城堡中的玛丽教堂和圣安妮教堂。
三十年战争期间，瑞典军队于 1626 年和 1629 年占领了这座城堡。 1656 年至 1660 年大洪水期间，瑞典军队再次入侵并占领了这座城堡。随后，瑞典国王古斯塔夫·阿道夫(1626 年) 和查理十世·古斯塔夫(1656 年)参观了这座城堡。

### 波兰分裂后
1772 年，普鲁士和俄罗斯帝国第一次瓜分波兰后，该镇被普鲁士王国吞并，1773 年成为新成立的西普鲁士省的一部分。当时，国王的军官们把这座被忽视的城堡用作普鲁士军队的军营和救济院。最后一批耶稣会士于 1780 年离开了城堡。1794 年，普鲁士建筑师、皇家工程办公室负责人大卫·吉利对城堡进行了结构调查，以就其未来用途或拆除提出建议。吉利的儿子弗里德里希·吉利制作了几幅城堡及其建筑的版画，并在柏林展出。弗里德里希·弗里克在 1799 年至 1803 年间出版了这些画作，让普鲁士公众“重新发现”了这座城堡和条顿骑士团的历史。
1803 年 2 月 12 日，约翰·多米尼克斯·菲奥里洛 (Johann Dominicus Fiorillo)出版了另一版雕版，也是为了激发公众兴趣。马克斯·冯·申肯多夫对城堡的破坏提出了批评。在整个拿破仑战争期间，普鲁士军队将城堡用作医院和军械库。 拿破仑于 1807 年和 1812 年参观了这座城堡。 第六次反法同盟战争后，这座城堡成为普鲁士历史和民族意识的象征。1816 年，西普鲁士总督西奥多·冯·申开始修复城堡。1910 年，弗伦斯堡的穆尔维克海军学院建成，新红城堡以马林堡为模型。马林堡的修复工作分阶段进行，直至第二次世界大战开始。
20 世纪 30 年代初，随着阿道夫·希特勒上台，纳粹将这座城堡作为希特勒青年团和德国少女联盟每年朝圣的目的地。马林堡的条顿城堡成为希特勒统治下建造的第三帝国骑士团城堡的蓝图。 1945 年，该地区的战斗中，超过一半的城堡被摧毁。
为了纪念第一次世界大战后该镇居民投票支持留在德国，在城堡前竖立了一座高柱上的骑士纪念碑。该镇于 1945 年被移交给波兰，大多数居民逃离或被驱逐。在波兰化过程中，柱子被切成两半。柱子的上半部分留在原来的位置，现在上面有一尊耶稣的母亲玛丽亚的雕像，而柱子的其余部分则在圣约翰教堂附近的修道院花园里支撑着圣克里斯托弗的雕像。 

### 自1962年以来修复
1959年的一场大火进一步损坏了城堡。
1961年，城堡博物馆（Muzeum Zamkowe）成立，1965年开设了琥珀展览。
自1962年以来，城堡一直在进行修复，大部分建筑都已重建。
21世纪对城堡主教堂的修复意义重大，该教堂供奉圣母玛利亚。这座教堂在二战前夕进行了修复，但在1945年的战争中遭到严重破坏。教堂一直处于失修状态，直到2016年4月才完成新的修复。

## 画廊

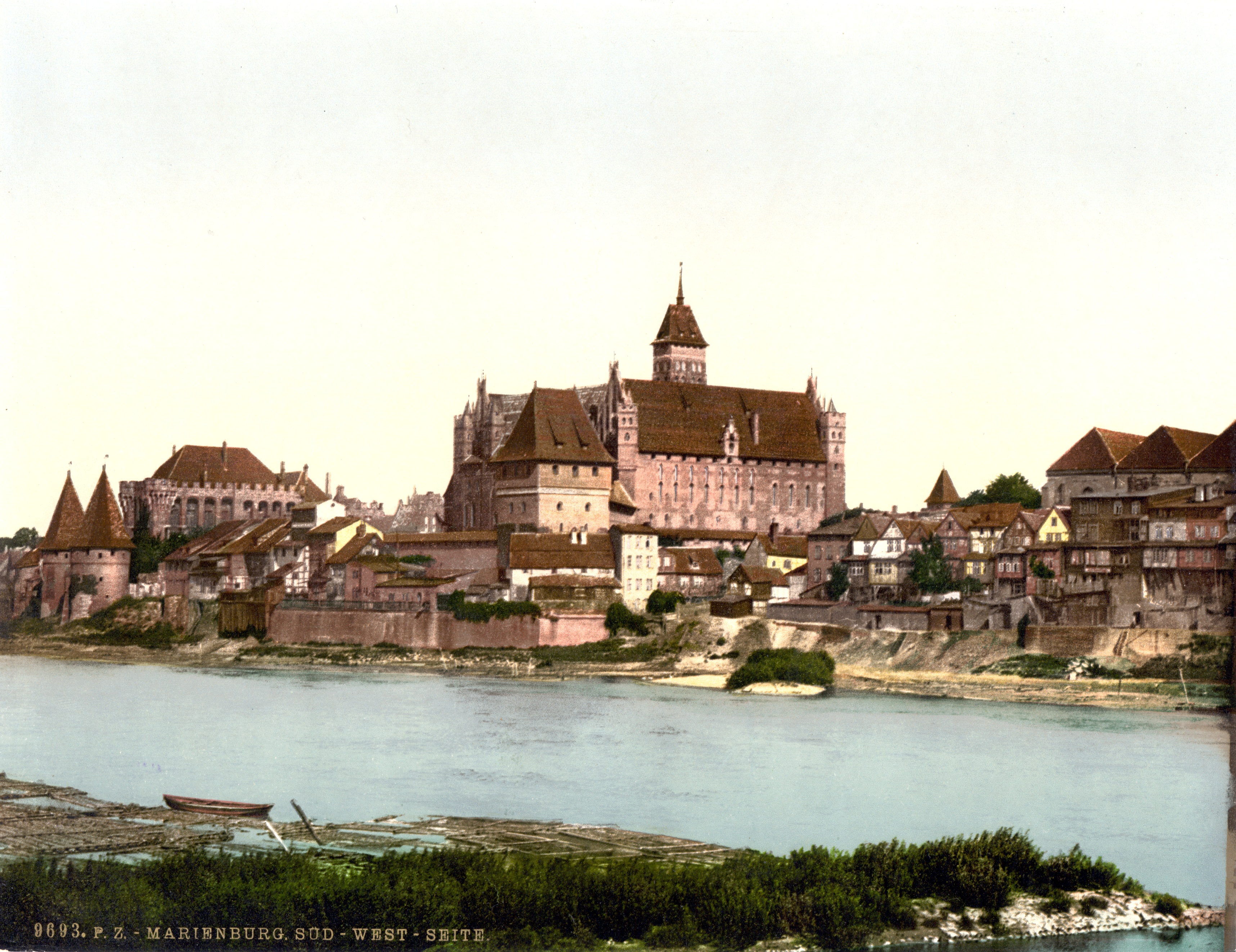
1890 - 1905年
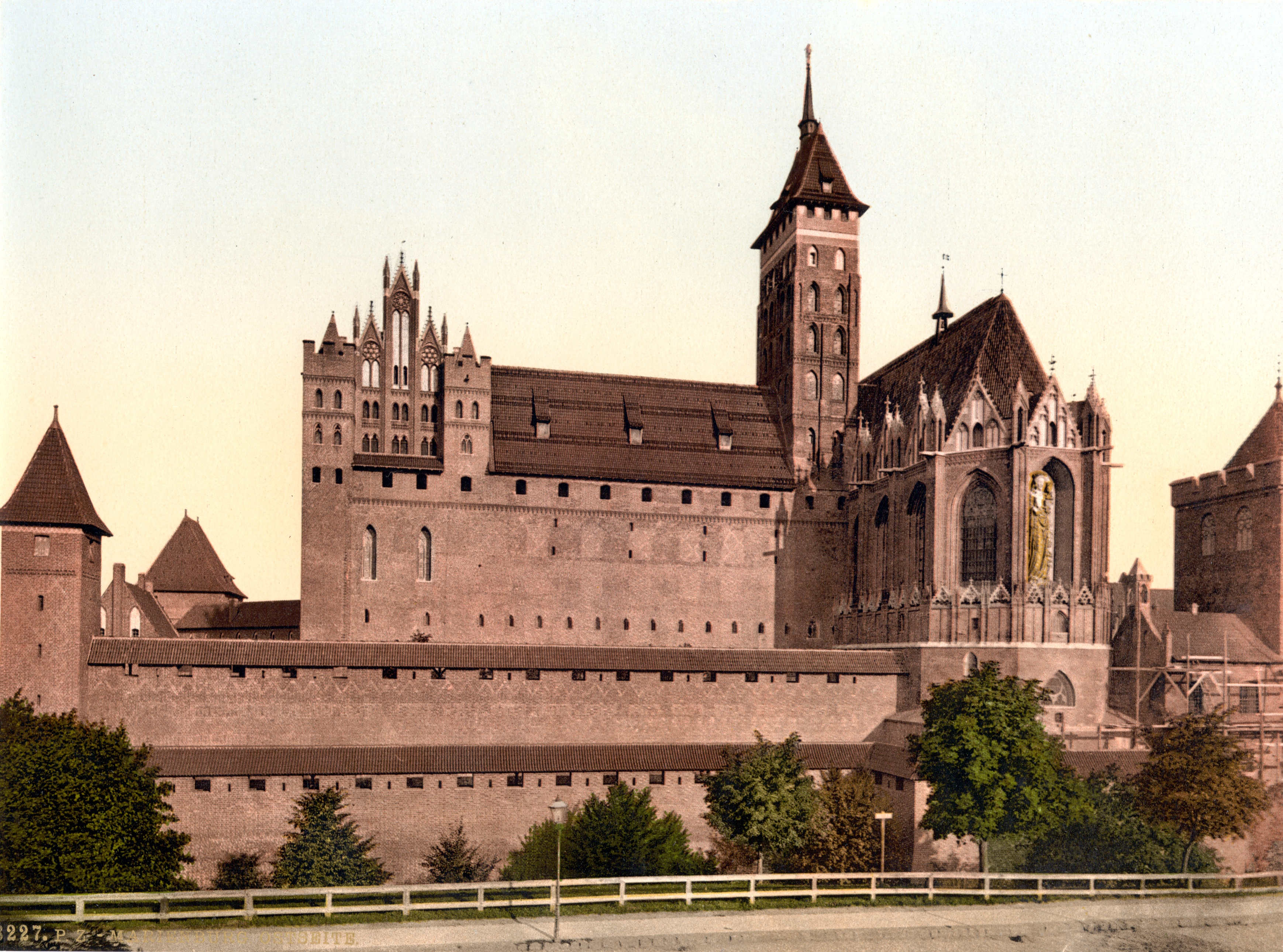
東側, 1900年
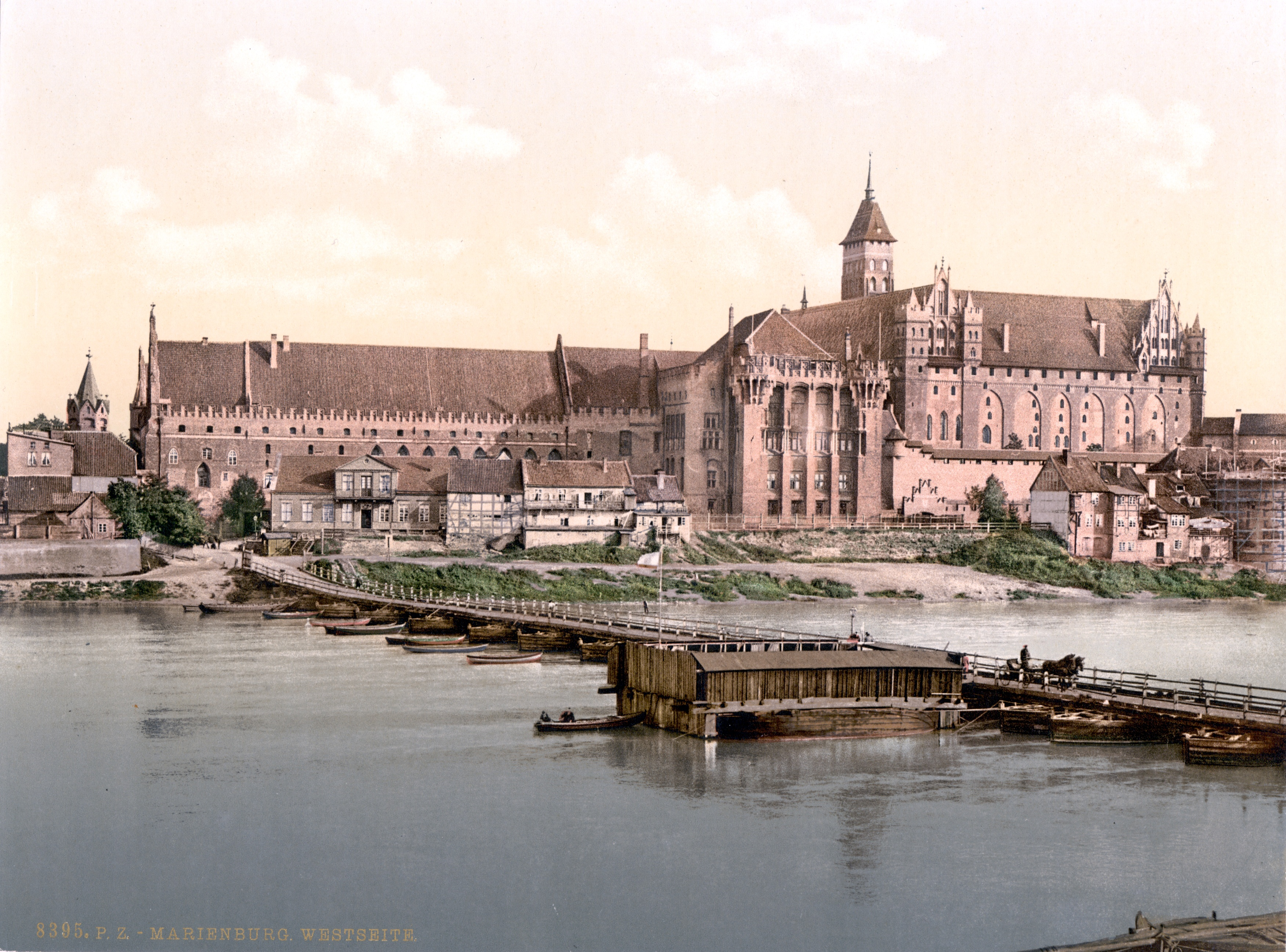
西側, 1900年
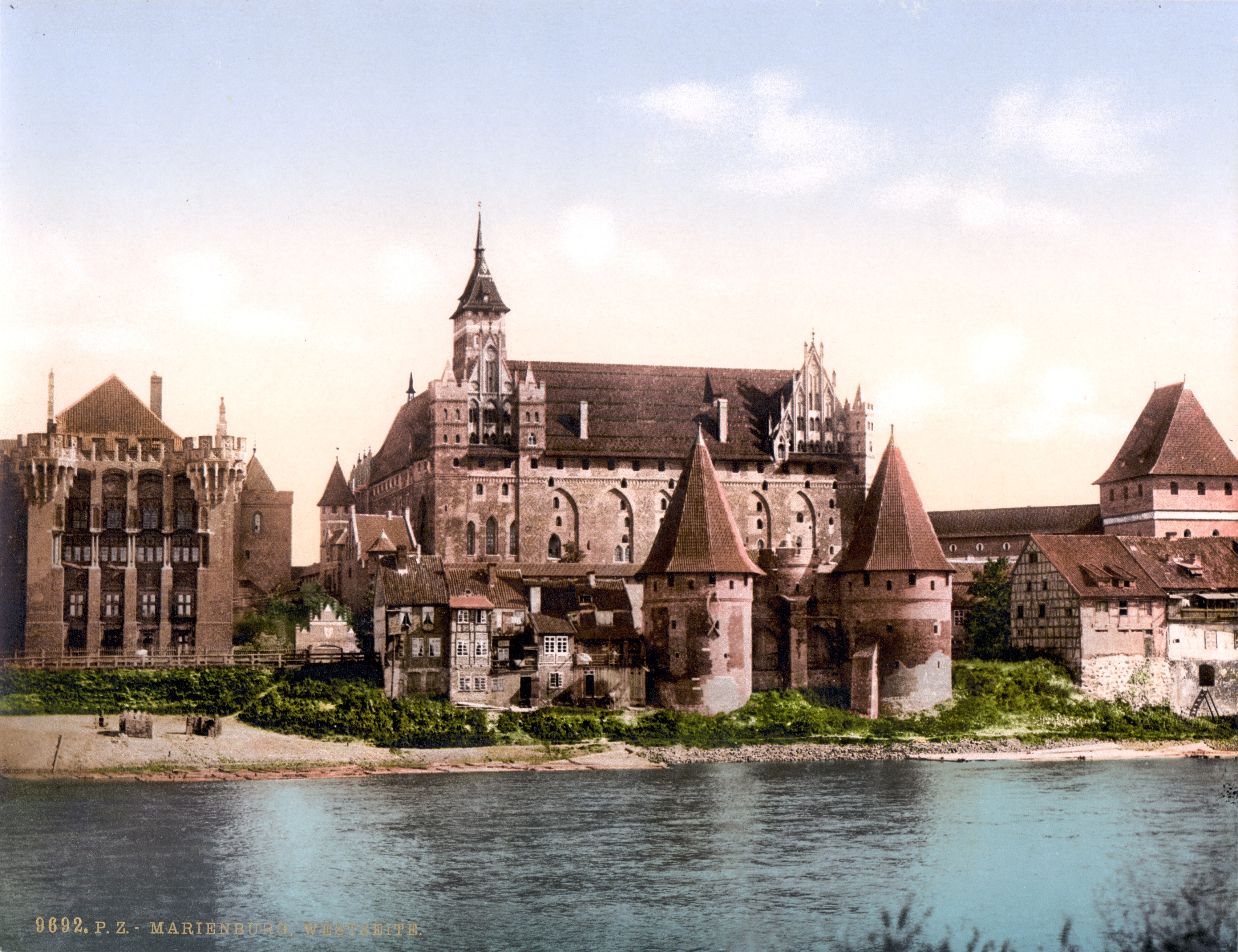
西側, 1900年
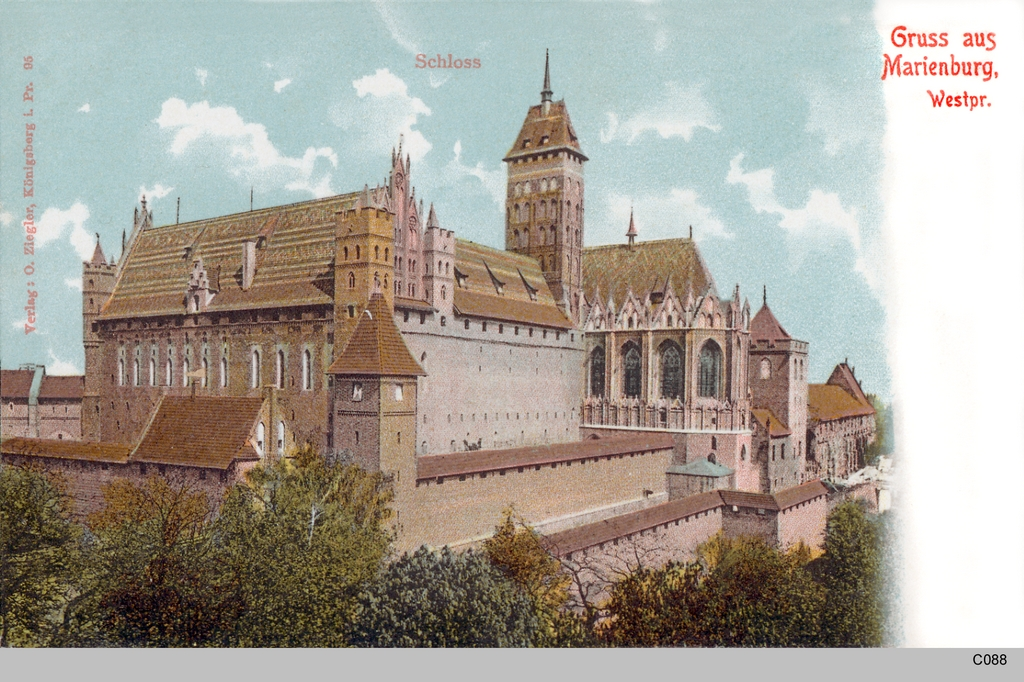
1910年以前
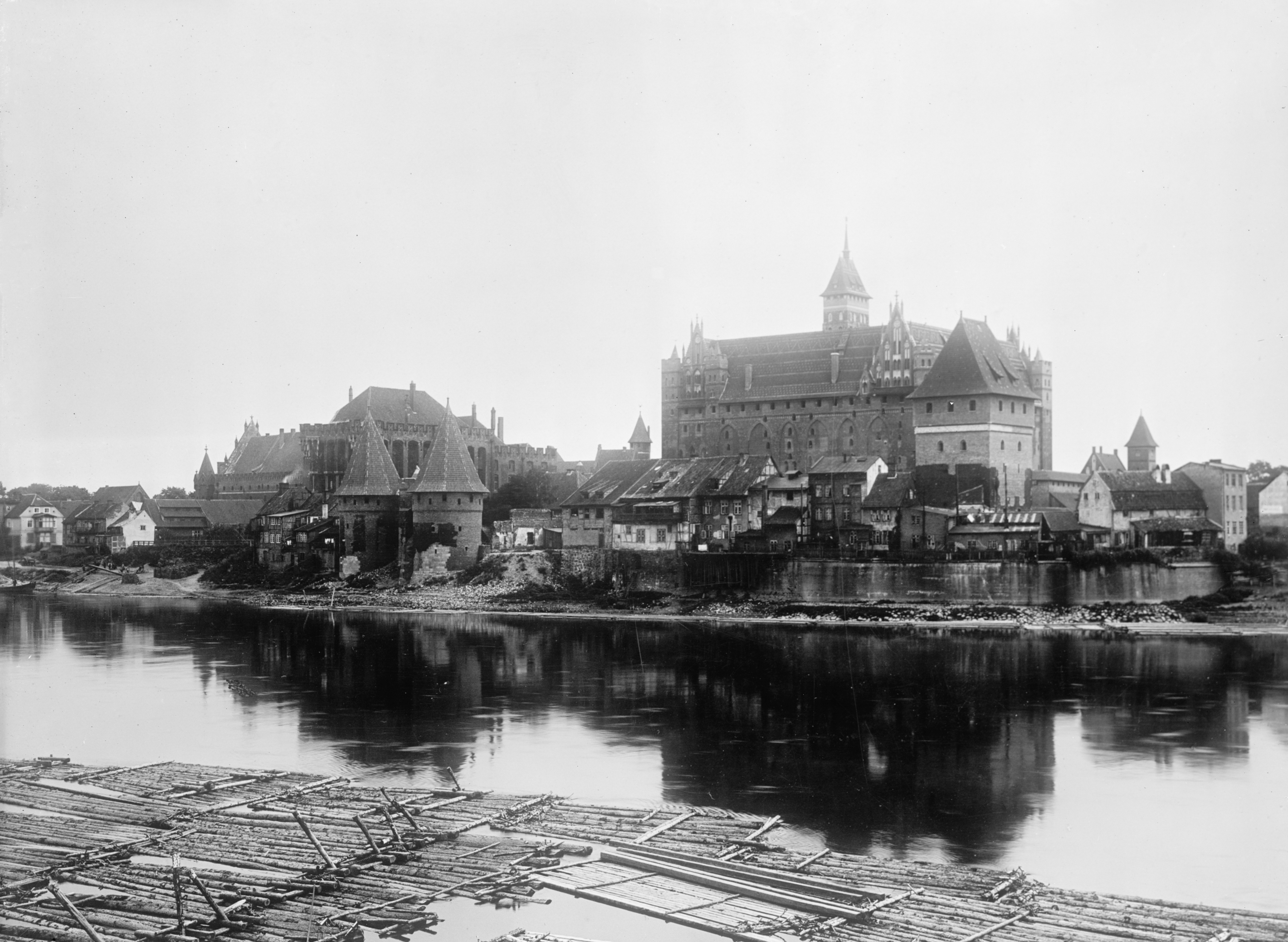
1910 - 1920年
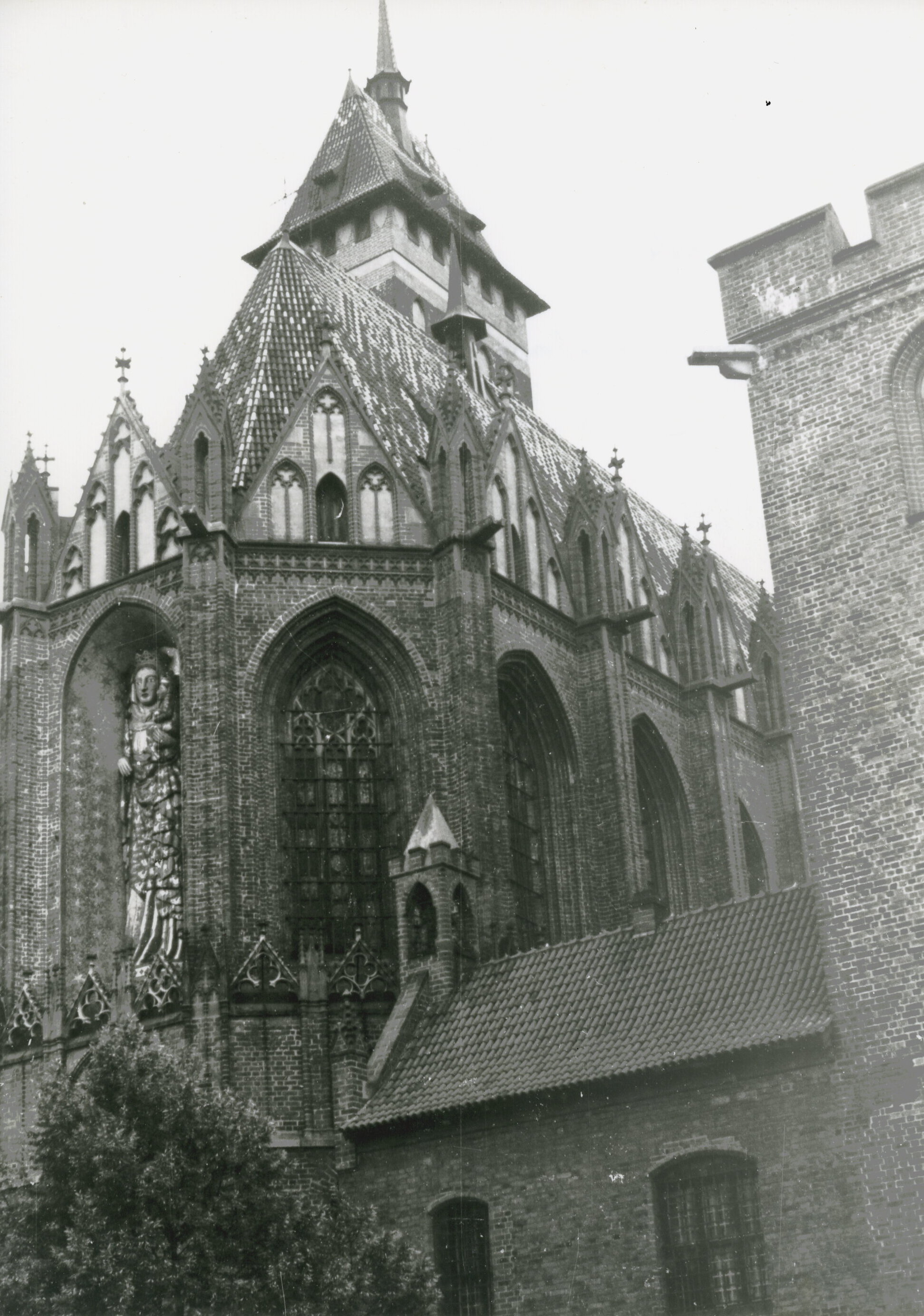
東側, 1937年
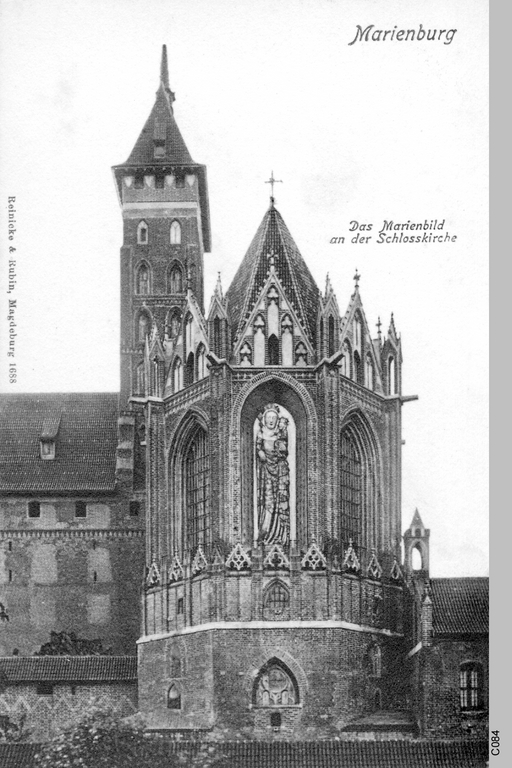
禮拜堂, 1945年前
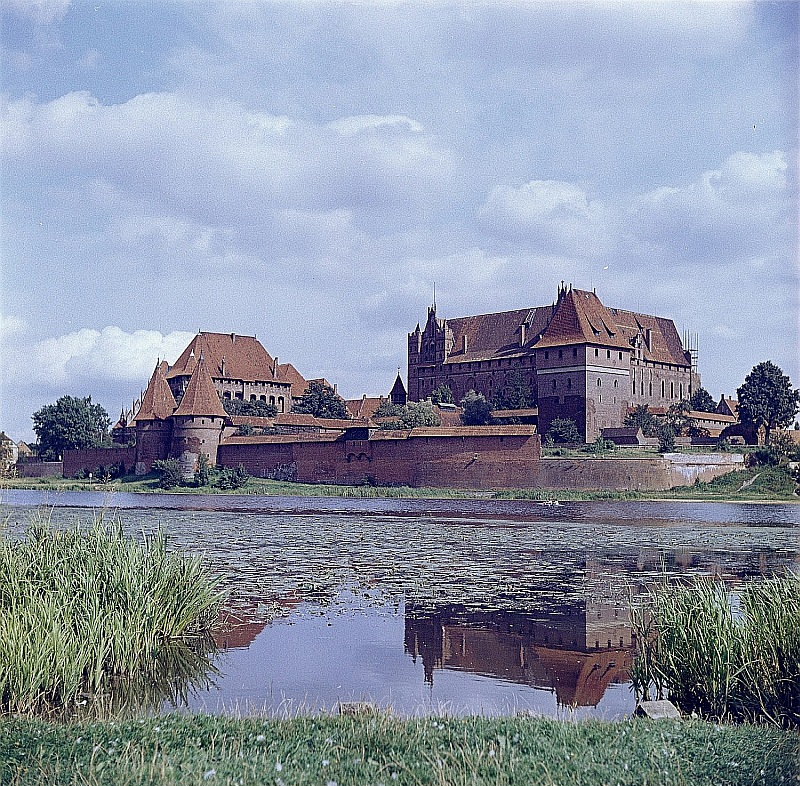
1967年

## 引用
1. ↑   . Touropia. 2015-06-21  [2024-12-16]. （原始内容存档于2018-08-08） （美国英语）.
2. ↑  Emery 2007，第139页http://www.castlestudiesgroup.org.uk/Malbork%20-%20Anthony%20Emery.pdf （页面存档备份，存于）
3. ↑  Centre, UNESCO World Heritage.  . UNESCO World Heritage Centre.   [2024-12-16]. （原始内容存档于2020-11-01） （英语）.
4. ↑  . isap.sejm.gov.pl.   [2024-12-16]. （原始内容存档于2024-12-19）.
5. ↑  Batchelor, Stephen J. . . Internet Archive. Chichester : Wiley. 2010. ISBN 978-0-470-74783-4.
6. ↑   . Onet Podróże. 2016-06-21  [2024-12-16]. （原始内容存档于2024-04-24） （波兰语）.
7. ↑  Editor.  . Past In The Present. 2017-07-13  [2024-12-16]. （原始内容存档于2024-12-20） （英语）.
8. ↑   . visitmalbork.pl.   [2024-12-16] （波兰语）.
9. ↑  .   [2024-12-16]. （原始内容存档于2018-09-02）.
10. ↑   . www.robson-ny.com.   [2024-12-16]. （原始内容存档于2021-04-22）.
11. ↑   . Gmina Poniec.   [2024-12-16]. （原始内容存档于2024-12-20） （pl-PL）.
12. ↑  Osowski, Andrze Nowak i Dariusz.  . www.albumpolski.pl.   [2024-12-16]. （原始内容存档于2016-08-19） （pl-PL）.
13. ↑  Weber, Matthias. . . Oldenbourg. 2003. ISBN 978-3-486-56718-2 （德语）.
14. ↑  . . Thomas & Oppermann. 1864 （德语）.
15. ↑  . visitmalbork.pl.   [2024-12-16] （波兰语）.
16. ↑  Pete.  . Hecktic Travels. 2013-07-17  [2024-12-16] （美国英语）.
17. ↑   . funduszeeog.zamek.malbork.pl.   [2024-12-16]. （原始内容存档于2021-09-17）.